# Joseph Loake
Joseph Loake (Macclesfield, 17 april 2005) is een Brits autocoureur. In 2023 won hij de Aston Martin Autosport BRDC Award.

## Carrière

### Karting
Loake begon zijn autosportcarrière in het karting in 2016 bij de kartclub van zijn woonplaats Macclesfield. Datzelfde jaar won hij de titel in de Class 11 van het NatSKA-kampioenschap. In 2017 stapte hij over naar de Class 12 van dit kampioenschap, waarin hij vierde werd. In 2018 werd hij tweede in het NatSKA Class 15 Junior Rotax Championship.

### BRSCC Fiesta Junior Championship
In 2019 stapte Loake over naar het BRSCC Fiesta Junior Championship, dat in het voorprogramma van het TCR UK Touring Car Championship werd verreden. Alhoewel hij het eerste raceweekend miste, werd hij tweede in de eindstand met twee zeges op het Anglesey Circuit. In 2020 reed hij een tweede seizoen in de klasse. Dat jaar won hij alle acht races en won hij zodoende de titel.

### Formule 4
In 2021 maakte Loake de overstap naar het formuleracing en debuteerde hij in het Brits Formule 4-kampioenschap, waarin hij voor het team JHR Developments reed. Al in het eerste weekend op het Thruxton Circuit behaalde hij op een natte baan zijn eerste overwinning in de klasse. In de rest van het seizoen behaalde hij nog twee zeges op het Oulton Park Circuit en Silverstone. Hiernaast behaalde hij nog twee podiumplaatsen op Oulton en Brands Hatch. Met 199 punten werd hij zesde in het kampioenschap.
In 2022 begon Loake het seizoen in het Formule 4-kampioenschap van de Verenigde Arabische Emiraten voor JHR. Hij nam deel aan twee raceweekenden, waarin hij geen kampioenschapspunten wist te scoren en een elfde plaats op het Dubai Autodrome zijn beste resultaat was. Vervolgens keerde hij terug naar de Britse Formule 4 en reed hierin opnieuw voor JHR. Hij won vier races: twee op Brands Hatch en een op zowel het Knockhill Racing Circuit als het Snetterton Motor Racing Circuit. Hiernaast behaalde hij nog vijf podiumfinishes op Donington Park, Brands Hatch, het Croft Circuit, Knockhill en Silverstone. Met 271 punten verbeterde hij zichzelf naar de vijfde plaats in de eindstand.

### GB3
In 2023 maakte Loake de overstap naar het GB3 Championship, waarin hij zijn samenwerking met JHR voortzette. Hij begon het jaar met een zege in de openingsrace op Oulton, gevolgd door twee overwinningen in het daaropvolgende weekend op Silverstone. In de rest van het seizoen won hij enkel nog een race op Brands Hatch. Verder behaalde hij nog vier podiumplaatsen op Oulton, het Circuit de Spa-Francorchamps, Brands Hatch en het Circuit Zandvoort. Met 417 punten werd hij achter Callum Voisin en Alex Dunne derde in het kampioenschap. In december 2023 werd Loake uitgeroepen tot de winnaar van de Aston Martin Autosport BRDC Award en ontving een Formule 1-test met het team van Aston Martin als prijs.

### Formule 3
In 2024 debuteerde Loake in het FIA Formule 3-kampioenschap bij Rodin Motorsport. Hij behaalde zijn enige puntenfinishes op het Circuit de Monaco met een vijfde plaats in de sprintrace en een negende plaats in de hoofdrace. Met 8 punten eindigde hij op plaats 26 in het klassement.